# 9972 Minoruoda
A 9972 Minoruoda (ideiglenes jelöléssel 1993 KQ) a Naprendszer kisbolygóövében található aszteroida. S. Otomo fedezte fel 1993. május 26-án.